# Розенберг (Техас)

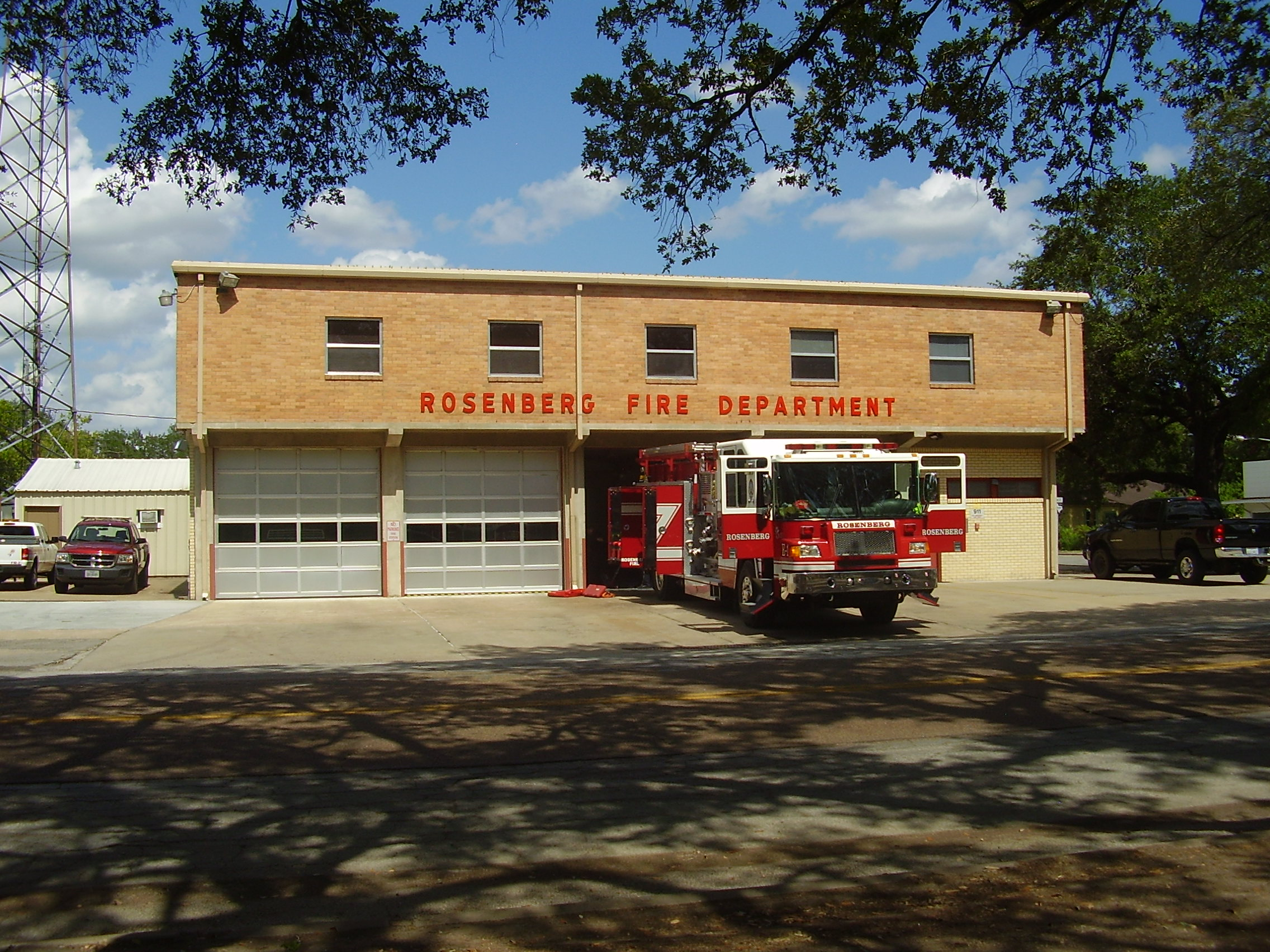
Пожарная станция Розенберга

Ро́зенберг (англ. Rosenberg) — город в округе Форт-Бенд, штат Техас, США. Назван в честь Генри (фон) Розенберга, эмигрировавшего из Швейцарии в США в 1843 году и ставшего первым президентом Железной дороги Залива, Колорадо и Санта-Фе.
По переписи 2010 года здесь проживало 31 676 человек, имелось 7933 домохозяйства.